# Сејду Кејта
Сејду Кејта (фр. Seydou Keita; 16. јануар 1980) — бивши малијски фудбалер који је играо на позицији везног играча.
Након што је провео две године у омладинској школи Марсеља, одиграо је једну сезону на професионалном нивоу у том клубу, али без претерано велике минутаже. Касније се показао у Лорјану што је проузроковало његов трансфер у Ланс где је за пет сезона забележио више од 200 утакмица у свим такмичењима. Ипак, круна каријере му је било време проведено у Барселони, где је током четири сезоне освојио 14 великих титула.
За репрезентацију Малија је одиграо највише утакмица (102) и постигао највише голова (25).

## Трофеји
Лорјан
- Куп Француске: 2001/02.

Ланс
- Интертото куп: 2005.

Севиља
- Суперкуп Шпаније: 2007.

Барселона
- Ла лига: 2008/09, 2009/10, 2010/11.
- Куп Шпаније: 2008/09, 2011/12.
- Суперкуп Шпаније: 2009, 2010, 2011.
- УЕФА Лига шампиона: 2008/09, 2010/11.
- УЕФА суперкуп: 2009, 2011.
- Светско клупско првенство: 2009, 2011.